# Bengt Böckman
Bengt Ingvar Böckman, född 29 november 1936 i Lund, död 10 februari 2014 i Dalby församling i Lunds kommun, var en svensk bildkonstnär.

## Biografi
Bengt Böckman debuterade 1960 med en utställning på Modern konst i Stockholm. 1964 började han studera vid Grafikskolan Forum i Malmö och 1965 debuterade han som grafiker med utställningen Klot i Malmö.
På 1960-talet fick han stort genomslag med surrealistiska motiv. Han uppmärksammades även internationellt. Bengt Böckman har haft utställningar på Galerie Brusberg i Hannover och Fischer Fine Art i London. Han är representerad på Moderna museet, Örebro läns museum, Örebro läns landsting, Malmö konstmuseum, Nasjonalgalleriet i Oslo och Ateneum i Helsingfors.
Han målade även i äggoljetempera. Mot slutet av 1960-talet engagerade han sig mot Vietnamkriget, vilket gjorde avtryck i hans konst. På 1970-talet arbetade han mycket med färglitografier, som ofta kretsade kring kampen mellan naturen och den mänskliga civilisationen. Hösten 2008 hade han en stor retrospektiv utställning, Synvillor och tidsbilder, på Edsvik konsthall i Sollentuna, vilken även visades på Kulturen i Lund året därpå. Hans sista utställning ägde rum på Galleri Hedenius i Stockholm 2014.
Han var gift med författaren Heddi Böckman.